# Абсолютний Флеш
«Абсолю́тний Фле́ш» (англ. Absolute Flash) — серія коміксів про Флеша, що видається DC Comics. Сценаристом виступив Джефф Лемір, а ілюстратором — Нік Роблз. Публікація серії розпочалася 19 березня 2025 року в межах нової лінійки видавництва під назвою Absolute Universe (AU). Це вже четвертий комікс у рамках імпринту й водночас перший реліз другої хвилі коміксів Absolute Universe, запланованої на 2025 рік.
На відміну від більшості інтерпретацій Флеша, у цьому коміксі немає ні Сили Швидкості, ні родини Флеша.

## Історія публікації
До липня 2024 року Джефф Лемір та Нік Роблз працювали над створенням коміксу «Absolute Flash», який мав вийти під імпринтом Absolute Universe. Цей комікс з'явився у продажу в березні 2025 року.
Лемір обрав для своєї історії саме Флеша, адже, на його переконання, в класичних коміксах не вистачало погляду на персонажа через призму підліткового світосприйняття. Крім того, він прагнув зробити цей твір легшим і менш серйозним, ніж інші роботи з Absolute Universe. Лемір також поділився, що виріс на історіях про Воллі Веста, тому віддає перевагу саме цьому персонажу.

## Сюжет
П’ятнадцятирічний Воллі Вест переживає панічну атаку в пустелі, з його тіла вириваються блискавки. Лише два дні тому вчений Баррі Аллен запропонував йому долучитися до таємного проєкту, однак батько Воллі не підтримує цю ідею. Воллі потайки пробирається до лабораторії й стає свідком небезпечних експериментів. Трагічний випадок, що призводить до загибелі Баррі, накладає на нього відчуття провини. У наш час хлопця переслідують Шахраї, а його власні сили випадково кидають його в потік часу. Там він спостерігає безліч можливих варіантів свого майбутнього. Тим часом Шахраї готуються звільнити Ґродда — страшну зелену мавпу, аби зловити Воллі.

## Персонажі
- Воллі Вест
- Баррі Аллен